# Deezer
Deezer je mrežna usluga za prenošenje glazbenih sadržaja koja korisnicima dopušta slušanje glazbe preko interneta ili izvanmrežno te stvaranje i dijeljenje popisa pjesama. Stvoren je u Parizu 2007. godine. Deezer raspolaže s više od 120 milijuna licenciranih snimki u svom katalogu, iz svih glazbenih žanrova. Na usluzi je dostupno i preko 32.000 radijskih postaja. 
Na samome početku projekta u kolovozu 2007. korištenje usluge bilo je potpuno besplatno. U studenom 2009. Deezer je pokrenuo troslojni model usluge, zadržavajući osnovno besplatno mrežno prenošenje sadržaja (engl. web streaming), tvrtka je uvela i dodatne dvije pretplatničke mogućnosti. Deezer trenutno[kada?] ima 14 milijuna aktivnih korisnika od kojih su 7 milijuna pretplaćeni korisnici. Od ožujka 2022, usluga je dostupna u 185 zemlje. Deezer u Hrvatskoj nudi dva paketa: premium individualni i obiteljski obiteljski paket, na koje se može pretplatiti mjesečno i godišnje. Besplatni (free) paket ukinut je početkom 2023. godine, dok je HIFI povučen i značajke HIFI paketa ukomponirane su u premium pakete.

## Dostupnost
Deezer je dostupan na ovim platformama:
- Android uređajima
- iOS uređajima
- macOS (nekad OS X) uređajima
- Pametnim televizorima (Bang & Olufsen, Panasonic, Sharp, Samsung, Phillips, Toshiba, LG)
- Blackberry 10 uređajima
- WD TV
- Windows 8 i 8.1 uređajima
- Windows Phone 7 uređajima
- Windows Phone 8 i 8.1 uređajima
- Windows 10 i Windows 10 Mobile uređajima
- Xbox 360 (uklonjen s Marketplace-a)
- Xbox One

## Računi i pretplate
Dostupne ponude Deezer korisničkih računa.
| Ime            | Cijena                             | Oslobođen reklama | Vrijeme slušanja | Dodatne značajke |
| -------------- | ---------------------------------- | ----------------- | ---------------- | --- |
| Deezer Premium | 6,99 € mjesečno 62,90 € godišnje   | Da                | Neograničeno     | Viša kvaliteta zvuka (CD kvaliteta, 16-Bit/44.1 kHz FLAC) . Dostupno na mobilnim uređajima, tabletu, bez interneta ili 3G/4G mreže. |
| Deezer Family  | 10,49 € mjesečno 119,99 € godišnje | Da                | Neograničeno     | Do 6 Premium korisničkih računa |

## Također pogledajte
- Spotify
- Tidal
- Apple Music
- Streaming